# Temps (música)
El temps és la unitat bàsica per mesurar la mètrica i en ritme en la música; a la vegada representa la pulsació bàsica de la música.
Des del punt de vista del ritme, tots els temps en un passatge escrit en el mateix compàs i idèntic tempo són iguals. D'altra banda, en funció del tipus de compàs emprat, cada temps es divideix en un cert nombre de divisions o «parts de temps».
Des del punt de vista de la mètrica i en funció del compàs, hi ha temps forts o accentuats, temps febles o dèbils, no accentuats, i temps mig forts. El primer temps de cada compàs sempre és fort o accentuat, i l'últim és dèbil. Un temps no té una traducció concreta en segons sinó que la seva durada real està en funció del tempo. Atès que del tempo a vegades se'n diu, erròniament, també, «temps», això crea certes confusions.
El gest de marcar els temps en la interpretació, ja sigui amb la mà o el peu o d'altra forma, se'n diu, habitualment, «portar la pulsació».